# Чемпионат Северной, Центральной Америки и Карибского бассейна по волейболу среди мужчин 1993
13-й чемпионат Северной, Центральной Америки и Карибского бассейна (NORCECA) по волейболу среди мужчин прошёл с 20 по 26 сентября 1993 года в Новом Орлеане (США) с участием 6 национальных сборных команд. Чемпионский титул в 10-й раз в своей истории и в 4-й раз подряд выиграла сборная Кубы.

## Команды-участницы
Канада, Куба, Мексика, Нидерландские Антильские острова, Пуэрто-Рико, США.

## Система проведения чемпионата
6 команд-участниц на предварительном этапе разбиты на две группы. Победители групп напрямую выходят в полуфинал плей-офф. Команды, занявшие в группах 2-е и 3-и места, выходят в четвертьфинал и определяют ещё двух участников полуфинала. Полуфиналисты по системе с выбыванием определяют призёров первенства. Итоговые 5—6-е места разыгрывают проигравшие в 1/4-финала команды.

## Предварительный этап

### Группа А
| М | Команда     | 1   | 2   | 3   | И | В | П | С/П | О |
| - | ----------- | --- | --- | --- | - | - | - | --- | - |
| 1 | США         |     | 3:0 | 3:0 | 2 | 2 | 0 | 6:0 | 4 |
| 2 | Мексика     | 0:3 |     | 3:1 | 2 | 1 | 1 | 3:4 | 3 |
| 3 | Пуэрто-Рико | 0:3 | 1:3 |     | 2 | 0 | 2 | 1:6 | 2 |

20 сентября: США — Пуэрто-Рико 3:0 (15:4, 15:11, 15:3).
21 сентября: Мексика — Пуэрто-Рико 3:1 (15:8, 6:15, 15:12, 15:8).
22 сентября: США — Мексика 3:0 (15:9, 15:7, 15:5).

### Группа В
| М | Команда                          | 1   | 2   | 3 | И | В | П | С/П | О |
| - | -------------------------------- | --- | --- | - | - | - | - | --- | - |
| 1 | Канада                           |     | 3:0 | — | 1 | 1 | 0 | 3:0 | 2 |
| 2 | Нидерландские Антильские острова | 0:3 |     | — | 1 | 0 | 1 | 0:3 | 1 |
| 3 | Куба                             | —   | —   |   | 0 | 0 | 0 | 0:0 | 0 |

20 сентября: Канада — Нидерландские Антильские острова 3:0 (15:0, 15:7, 15:1).
21 сентября: Канада — Куба — матч отменён.
22 сентября: Нидерландские Антильские острова — Куба — матч отменён.
Сборная Кубы из-за проблем с въездными визами опоздала к матчам предварительного этапа и начала выступления в чемпионате с 1/4 финала.

## Плей-офф

### Четвертьфинал
24 сентября
Куба — Мексика 3:0 (15:4, 15:1, 15:5)
Пуэрто-Рико — Нидерландские Антильские острова 3:0 (15:6, 15:4, 15:6)

### Матч за 5-е место
26 сентября
Мексика — Нидерландские Антильские острова 3:0

### Полуфинал
25 сентября
США — Пуэрто-Рико 3:0 (15:8, 15:12, 15:5)
Куба — Канада 3:0 (15:7, 15:13, 15:5)

### Матч за 3-е место
26 сентября
Канада — Пуэрто-Рико 3:0 (15:12, 17:15, 15:7)

### Финал
26 сентября
Куба — США 3:1 (17:16, 11:15, 15:7, 15:13)

## Итоги

### Положение команд
| Куба                                |
| США                                 |
| Канада                              |
| 4. Пуэрто-Рико                      |
| 5. Мексика                          |
| 6. Нидерландские Антильские острова |